# Molgula diaguita
Molgula diaguita är en sjöpungsart som beskrevs av Monniot och Andrade 1983. Molgula diaguita ingår i släktet Molgula och familjen kulsjöpungar. Inga underarter finns listade i Catalogue of Life.